# IC 1246
IC 1246 — галактика типу * (зірка) у сузір'ї Геркулес.
Цей об'єкт міститься в оригінальній редакції індексного каталогу.